# Coelichneumon flagellator
Coelichneumon flagellator là một loài tò vò trong họ Ichneumonidae.